# مؤتمر أكاديمي
مؤتمر أكاديمي أو ندوة أكاديمية هو مؤتمر للباحثين (وليس دائما الأكاديميين) لعرض ومناقشة أعمالهم. جنبا إلى جنب مع المجلات الأكاديمية أو الدوريات العلمية، توفر هذه المؤتمرات وسيطة هامة لتبادل المعلومات بين الباحثين.

## نظرة عامة
وتتكون عادة المؤتمرات من عروض مختلفة. تميل إلى أن تكون قصيرة وموجزة، بفترة زمنية من 10 إلى 30 دقيقة، في معظم المؤتمرات، يتبع العروض فرصة للمناقشة بين المتحدث والمشاركين. وتجمع أعمال المؤتمر في شكل رسائل أكاديمية وتنشر على أنها وقائع المؤتمر. عادة ما تشمل مؤتمر متحدثين رئيسيين (في كثير من الأحيان، يكونوا علماء معروفين، ولكن في بعض الأحيان يكونون أفراد من خارج أوساط الأكاديمية). في كثير من الأحيان تطول المحاضرة الافتتاحية لفترة قد تصل إلى ساعة ونصف، وخاصة إذا كان هناك عدة متحدثين رئيسيين في ندوة مشتركة.
بالإضافة إلى العروض تتضمن المؤتمرات حلقات نقاش والموائد حوار مستديرة تناقش مختلف القضايا وورش العمل.
ويطلب عادة من المتحدثين بتقديم ملخص قصير عن موضوعهم الذي سيقدموه، والتي يراجع قبل قبول المتحدث.تطلب بعض من التحدث أن يقدم ورقة أكاديمية من حوالي 6-15 صفحات، ويتم مراجعتها من قبل أقرانهم أو من قبل أعضاء لجنة البرنامج أو الحكام.
في بعض التخصصات، مثل اللغات الإنجليزية وغيرها، فإنه من الشائع أن يطلب من المقدمين قراءة نص معد. وفي تخصصات أخرى مثل، العلوم، يسند المحاضرين حديثهم بعروض مرئية توضح النقاط الرئيسية ونتائج البحوث.
عندما يكون اللقاء كبيرا، يسمى مؤتمر، في أما الأصغر حجما، فيسمى ورشة عمل. قد تعتمد مسارا واحدا، أي يتكلم خطيب واحد في كل فترو، أو مسارات متعددة، أي تقوم نشاطات مختلفة في نفس الوقت.
في بعض المؤتمرات تنظم أنشطة اجتماعية أو ترفيهية مثل الرحلات وحفلات الاستقبال كجزءا من البرنامج. يمكن إدراج جتماعات العمل أو الجمعيات العلمية أو تجمعات لأصحاب المصالح المشتركة كجزء من أعمال المؤتمر.
تكون المؤتمرات الكبيرة ثرية في نشاطاتها فقد تجذب دور النشر الأكاديمية لعرض أعماها، كما قد تقوم بنشاطات توظيفية مثل البحث الوظيفي وعرض فرص العمل وأنشطة المقابلات.

## فئات المؤتمرات
المؤتمرات الأكاديمية تنقسم إلى ثلاث فئات:
- المؤتمرات الموضوعية، والتي هي مؤتمرات صغيرة حول موضوع واحد معين؛
- المؤتمر العام، مؤتمر بتركيز أوسع مع جلسات حول مجموعة واسعة من المواضيع. غالبا ما يتم تنظيم هذه المؤتمرات من قبل جهات إقليمية والوطنية، أو الجمعيات العلمية الدولية، والتي تعقد سنويا أو على أساس دوري.
- المؤتمر المهنية الكبيرة التي لا تقتصر على الأكاديميين ولكن على قضايا ذات الصلة أكاديميا.

## تنظيم مؤتمر أكاديمي
عادة ينظم المؤتمرات الجمعيات العلمية أو من قبل مجموعة من الباحثين التذين يتشاركون بنفس الاهتمامات. وهناك بعض الهيئات الت تتولى تنظيم المؤتمرات الأكاديمية نيابة عن جمعيات علمية.
يعلن المؤتمر عن طريق «دعوة للمشاركة» أو "دعوة لتقديم ملخصات"، الذي يسرد موضوعات الاجتماع ويشرح للباحثين المحتملين كيفية تقديم ملخصات مواضبعهم. على نحو متزايد، يطلب بتقديم الملخصات عبر الإنترنت باستخدام خدمات مدارة مثل جماعة العلوم أو ملخصات أكسفورد.

## راجع أيضا
- إدارة تلخيص (بالإنجليزية: Abstract management)‏
- ندوة (بالإنجليزية: Colloquium)‏
- كونغرس (بالإنجليزية: Congress)‏
- مجلة علمية (بالإنجليزية: Scientific journal)‏
- جلسة عامة (بالإنجليزية: Plenary session)‏
- حلقة ملصق (بالإنجليزية: Poster session)‏
- مؤتمر المهنية (بالإنجليزية: Professional conference)‏
- لائحة مؤتمرات